# Sebastian Vaniyapurackal
Sebastian Vaniyapurackal (ur. 29 marca 1967) – indyjski biskup syromalabarskiego Kościoła katolickiego, biskup kurialny archieparchii Ernakulam-Angamaly od 2017, w latach 2023-2024 administrator Kościoła syromalabarskiego.

## Życiorys
Święcenia kapłańskie przyjął 24 maja 1994 i został inkardynowany do eparchii Kanjirapally. Po krótkim stażu wikariuszowskim został dyrektorem młodzieżowego ruchu Yuvadeepti, a po kilku latach został skierowany na studia doktoranckie do Rzymu. Po powrocie do kraju został wikariuszem sądowym i obrońcą węzła, a następnie został mianowany wicekanclerzem kurii.
1 września 2017 otrzymał nominację na biskupa kurialnego archieparchii Ernakulam-Angamaly ze stolicą tytularną Troyna. Sakrę przyjął 12 listopada 2017 z rąk kardynała George'a Alencherry'ego. 7 grudnia 2023 papież Franciszek mianował go administratorem Kościoła syro-malabarskiego do momentu wyboru nowego arcybiskupa większego.